# Saint-Tugdual

Saint-Tugdual este o comună în departamentul Morbihan, Franța. În 1 ianuarie 2022 avea o populație de 375 de locuitori.